# Hrebeniukî, Bârzula
Hrebeniukî (în ucraineană Гребенюки) este un sat în comuna Valea Hoțului din raionul Bârzula, regiunea Odesa, Ucraina.

## Demografie
Componența lingvistică a localității Hrebeniukî
     Ucraineană (94,12%)
     Rusă (5,88%)
Conform recensământului din 2001, majoritatea populației localității Hrebeniukî era vorbitoare de ucraineană (94,12%), existând în minoritate și vorbitori de rusă (5,88%).